# Lek till döds
Lek till döds (Consenting Adults) är en amerikansk thriller från 1992, i regi av Alan J. Pakula. I filmen medverkar bland andra Kevin Kline, Kevin Spacey, Mary Elizabeth Mastrantonio och Rebecca Miller.

## Handling
Kompositören Richard Parker (Kline) och hans fru, Priscilla (Mastrantonio) får nya grannar när paret Otis flyttar in i huset bredvid Parkers hus. Eddy Otis (Spacey) och hans fru, Kay (Miller) blir genast vänner med paret Parker och de spelar softboll med varandra en dag. Men en dag föreslår Eddy att han och Richard ska för en natt byta partners för att piffa upp deras kärleksliv. Det är nästa morgon då dödsspelet börjar när Richard blir anklagad för mordet på Eddys fru.

## Rollista
- Kevin Kline - Richard Parker
- Mary Elizabeth Mastrantonio - Priscilla Parker
- Kevin Spacey - Eddy Otis
- Rebecca Miller - Kay Otis
- Forest Whitaker - David Duttonville
- E.G. Marshall - George Gutton
- Kimberly McCullough - Lori Parker
- Billie Neal - Annie Duttonville
- Benjamin Hendrickson - Jimmy Schwartz